# Bisdom Alajuela
Het bisdom Alajuela (Latijn: Dioecesis Alaiuelensis) is een rooms-katholiek bisdom met als zetel Alajuela, in Costa Rica. Het bisdom is suffragaan aan het aartsbisdom San José de Costa Rica.

## Geschiedenis
Het bisdom werd opgericht op 16 februari 1921, uit delen van het nieuw verheven aartsbisdom San José de Costa Rica. 

## Parochies
Het bisdom had in 2020 een oppervlakte van 2.784 km2 en telde 802.991 inwoners waarvan 70,3% rooms-katholiek was.

## Bisschoppen
- Antonio del Carmen Monestel y Zamora (10 maart 1921 - 8 oktober 1937)
- Víctor Manuel Sanabria y Martínez (12 maart 1938 - 7 maart 1940)
- Vicente Juan Solís Fernández (3 juli 1940 - 18 maart 1967)
- Enrique Bolaños Quesada (6 maart 1970 - 13 december 1980; hulpbisschop sinds 6 december 1962)
- José Rafael Barquero Arce (22 december 1980 - 3 juli 2007; hulpbisschop sinds 28 maart 1979)
- Angel San Casimiro Fernández (3 juli 2007 - 1 maart 2018)
- Bartolomé Buigues Oller (1 maart 2018  - heden)